# Pothos
Pothos, biljni rod zimzelenih penjačica, hemiepifita s čvrstim drvenastim stabljikama iz porodice kozlačevki. Rod je smješten u tribus Potheae. 
Postoji 60 priznatih vrsta iz tropske i suptropske Azije, istočnih dijelova Australije, te na Madagaskaru

## Vrste
1. Pothos armatus C.E.C.Fisch.
2. Pothos atropurpurascens M.Hotta
3. Pothos barberianus Schott
4. Pothos beccarianus Engl.
5. Pothos boyceanus G.Rajkumar, Shaju, Nazarudeen & Prakashk.
6. Pothos brassii B.L.Burtt
7. Pothos brevistylus Engl.
8. Pothos brevivaginatus Alderw.
9. Pothos chinensis (Raf.) Merr.
10. Pothos clavatus Engl.
11. Pothos crassipedunculatus Sivad. & N.Mohanan
12. Pothos curtisii Hook.f.
13. Pothos cuspidatus Alderw.
14. Pothos cylindricus C.Presl
15. Pothos dolichophyllus Merr.
16. Pothos dzui P.C.Boyce
17. Pothos englerianus Alderw.
18. Pothos falcifolius Engl. & K.Krause
19. Pothos gigantipes Buchet ex P.C.Boyce
20. Pothos gracillimus Engl. & K.Krause
21. Pothos grandis Buchet ex P.C.Boyce & V.D.Nguyen
22. Pothos hellwigii Engl.
23. Pothos hookeri Schott
24. Pothos inaequilaterus (C.Presl) Engl.
25. Pothos insignis Engl.
26. Pothos junghuhnii de Vriese
27. Pothos keralensis A.G.Pandurangan & V.J.Nair
28. Pothos kerrii Buchet ex P.C.Boyce
29. Pothos kingii Hook.f.
30. Pothos lancifolius Hook.f.
31. Pothos laurifolius P.C.Boyce & A.Hay
32. Pothos leptostachyus Schott
33. Pothos longipes Schott
34. Pothos longivaginatus Alderw.
35. Pothos luzonensis (C.Presl) Schott
36. Pothos macrocephalus Scort. ex Hook.f.
37. Pothos mirabilis Merr.
38. Pothos motleyanus Schott
39. Pothos oliganthus P.C.Boyce & A.Hay
40. Pothos ovatifolius Engl.
41. Pothos oxyphyllus Miq.
42. Pothos paiei (M.Hotta) S.Y.Wong, A.Hay & P.C.Boyce
43. Pothos papuanus Becc. ex Engl.
44. Pothos parvispadix Nicolson
45. Pothos philippinensis Engl.
46. Pothos pilulifer Buchet ex P.C.Boyce
47. Pothos polystachyus Engl. & K.Krause
48. Pothos pugnax P.C.Boyce & S.Y.Wong
49. Pothos remotiflorus Hook.
50. Pothos repens (Lour.) Druce
51. Pothos roxburghii de Vriese
52. Pothos salicifolius Ridl. ex Burkill & Holttum
53. Pothos scandens L.
54. Pothos tener Wall.
55. Pothos thomsonianus Schott
56. Pothos tirunelveliensis Sasikala & Reema Kumari
57. Pothos touranensis Gagnep.
58. Pothos versteegii Engl.
59. Pothos vietnamensis V.D.Nguyen & P.C.Boyce
60. Pothos volans P.C.Boyce & A.Hay
61. Pothos zippelii Schott

## Sinonimi
- Batis Blanco
- Goniurus C.Presl
- Tapanava Adans.